# Fort Thomas (Kentucky)
Fort Thomas – miasto w Stanach Zjednoczonych, w stanie Kentucky, w hrabstwie Campbell.